# Olanu
Olanu é uma comuna romena localizada no distrito de Vâlcea, na região de Oltênia. A comuna possui uma área de 33.79 km² e sua população era de 3367 habitantes segundo o censo de 2007.